# Histricostoma
Histricostoma is een geslacht van hooiwagens uit de familie Nemastomatidae (Aardhooiwagens).
De wetenschappelijke naam Histricostoma is voor het eerst geldig gepubliceerd door Kratochvíl in 1958. 

## Soorten
Histricostoma omvat de volgende 4 soorten:
- Histricostoma anatolicum
- Histricostoma argenteolunulatum
- Histricostoma caucasicum
- Histricostoma creticum
- Histricostoma dentipalpe
- Histricostoma drenskii
- Histricostoma gruberi
- Histricostoma mitovi